# 条纹隔贻贝
条纹隔贻贝（学名：Septifer virgatus），又名紫孔雀壳菜蛤，为贻贝科隔贻贝属的动物。分布于日本以及中国大陆的浙江、福建、广东、香港、广西等地，属于暖水性种。其多生活于潮间带中下区、一般分布于低潮线附近至潮线下水深 8米左右以及附着在岩石、贝壳或碎石块等物体上。该物种的模式产地在日本。